# Nephodia mundaoides
Nephodia mundaoides är en fjärilsart som beskrevs av Paul Dognin 1898. Nephodia mundaoides ingår i släktet Nephodia och familjen mätare. Inga underarter finns listade i Catalogue of Life.